# Marathon van Nagoya 2014
De marathon van Nagoya 2014 werd gelopen op zondag 9 maart 2014. Het was de 35e editie van deze marathon. Het evenement heeft de status IAAF Gold Label Road Race. Alleen vrouwelijke elitelopers mochten aan de wedstrijd deelnemen.
De Russische Maria Konovalova kwam als eerste over de streep in 2:23.43. Zij werd echter in 2014 wegens een overtreding van het dopingreglement gediskwalificeerd, waardoor de aanvankelijk als tweede geëindigde Letse Jeļena Prokopčuka de overwinning alsnog in de schoot geworpen kreeg.

## Uitslagen
| rang   | naam              | land | tijd    |
| ------ | ----------------- | ---- | ------- |
| Goud   | Jeļena Prokopčuka | LAT  | 2:24.07 |
| Zilver | Ryoko Kizaki      | JPN  | 2:25.26 |
| Brons  | Eri Hayakawa      | JPN  | 2:25.31 |
| 4      | Tomomi Tanaka     | JPN  | 2:26.05 |
| 5      | Agnes Kiprop      | KEN  | 2:27.51 |
| 6      | Misato Horie      | JPN  | 2:27.57 |
| 7      | Asami Kato        | JPN  | 2:29.08 |
| 8      | Ashete Bekere     | ETH  | 2:29.21 |
| 9      | Agnes Barsosio    | KEN  | 2:30.37 |
| 10     | Yuka Hakoyama     | JPN  | 2:30.48 |
| 11     | Jessica Trengove  | AUS  | 2:31.23 |
| 12     | Helena Kirop      | KEN  | 2:31.34 |
| 13     | Yuko Mizuguchi    | JPN  | 2:31.39 |
| 14     | Chika Horie       | JPN  | 2:32.58 |
| 15     | Hiroko Shoi       | JPN  | 2:33.06 |
| 16     | Mayumi Fujita     | JPN  | 2:33.13 |
| 17     | Kikuyo Tsuzaki    | JPN  | 2:33.17 |
| 18     | Kana Orino        | JPN  | 2:33.51 |
| 19     | Ayumi Sakaida     | JPN  | 2:34.12 |
| 20     | Miranda Boonstra  | NED  | 2:34.41 |
| 21     | Sayaka Kurogi     | JPN  | 2:35.48 |
| 22     | Aki Odagiri       | JPN  | 2:35.52 |
| 23     | Sakiko Matsumi    | JPN  | 2:36.45 |
| 24     | Hiroko Miyauchi   | JPN  | 2:36.51 |
| DSQ    | Maria Konovalova  | RUS  | 2:23.43 |

1984 ·
1985 ·
1986 ·
1987 ·
1988 ·
1989 ·
1990 ·
1991 ·
1992 ·
1993 ·
1994 ·
1995 ·
1996 ·
1997 ·
1998 ·
1999 ·
2000 ·
2001 ·
2002 ·
2003 ·
2004 ·
2005 ·
2006 ·
2007 ·
2008 ·
2009 ·
2010 ·
2011 ·
2012 ·
2013 ·
2014 ·
2015 ·
2016 ·
2017